# فرانک شریدان
فرانک شریدان (انگلیسی: Frank Sheridan؛ ‏ ۱۱ ژوئن ۱۸۶۹ – ۲۴ نوامبر ۱۹۴۳) بازیگر اهل ایالات متحده آمریکا بود. وی بین سال‌های ۱۹۱۵ تا ۱۹۴۰ میلادی فعالیت می‌کرد.
از فیلم‌ها یا برنامه‌های تلویزیونی که وی در آن نقش داشته‌است، می‌توان به رمانتیک در منهتن، زندگی امیل زولا، روح آزاد، صحبت تمامی شهر، لالایی شکسته، سان‌فرانسیسکو، جمعه سیاه، پنجه گربه، چراغ‌های خطر، چرخه روابط پیچیده واشینگتن و خیابان فرعی اشاره کرد.